# Nicolaas van Hagen
Nicolaas van Haeghen (ca. 1629 - 1684) was een 17e-eeuwse orgelbouwer, werkzaam in de Zuidelijke Nederlanden, werkend vanuit Antwerpen. Hij was leerling van Hans Goltfuss in Keulen.

## Werklijst orgels
Hij bouwde het grootste en merkwaardigste Zuid-Nederlandse orgel van de 17e eeuw, in de Predikherenkerk (nu Sint-Pauluskerk) te Antwerpen. Aan dit orgel werkten mee: Van Haeghens zwager P. Maes en François van Isacker. 
Hij leverde en/of herstelde orgels in Middelburg (Nieuwe Kerk en Waalse Kerk) en Goes (Grote of Maria Magdalenakerk). Hij is werkzaam geweest in de Grote Kerk in Dordrecht, maar geldgebrek en de oorlog tegen Frankrijk zorgden er voor dat deze afgebouwd moest worden door de plaatselijke orgelbouwer Carl Jacobsz. Pellereyn. Het orgel ging in 1859 verloren toen Willem Hendrik Kam een nieuw orgel bouwde binnen de door Van Hagen vervaardigde orgelkas. Ook zijn werk aan het orgel van de Grote of Sint-Catharijnekerk in Brielle is inmiddels ongedaan gemaakt. Het is bekend dat hij voorts werkte aan orgels in Amsterdam en Rotterdam.

## School van Nicolaas van Hagen
Via P. Maes te Brugge en François van Isacker te Veurne vormde Van Haeghen een school in West-Vlaanderen, waartoe Van Isackers leerlingen Ph. Boidin en Jan van Belle behoorden, alsook C. Ramault uit Brugge. Zij verkenden de Noord-Nederlandse strekkingen en verwerkten die in hun instrumenten in Vlaanderen. Dit streven moet van Van Haeghen zijn uitgegaan. Door zich te inspireren op de Noordelijke Nederlanden, distantieerde deze groep in Vlaanderen zich van de Langhedulschool, net zoals ook sommige Brabantse orgelmakers op Duitsland gericht waren. In Noord-Nederland behoren Apollonius Bosch en G. van Biesen tot zijn leerlingen. Zo zal Apollonius Bosch zich bij zijn instrument in Vollenhove (1686) inspireren op het orgel dat van Hagen bouwde in de Grote Kerk van Dordrecht (1671), naar het model van zijn werk in de Sint-Pauluskerk van Antwerpen.
Van Belle · Berger · Andries-Jacob Berger · Dominique I Berger · Bremser · Corneille Cacheux · De Lannoy · Antoon van Elen · Jacob van Eynde · Jean-Baptiste Forceville · Hans Goltfuss · Jean-Joseph vander Haeghen · Nicolaas van Hagen · Nicolaas Helewout · Familie Niehoff · Willem Hermans · Hooghuys · Langhedul · Egidius Le Blas · Loret (familie) · Christiaan Penceler · Van Peteghem · Guillaume Robustelly · Jean le Royer · Andries Severijn · Theodoor Smet · Hans Suys
Adema · Gebroeders Van der Aa · Jacobus Armbrost · Bakker & Timmenga · Johann Bätz · Jonathan Bätz · Joseph Binvignat · Sander Booij · Martin Butter · Van Dam · Matthijs van Deventer · Geert Pieters Dik · Johannes Duyschot · Roelof Barentszn Duyschot · Bernhardt Edskes · Marten Eertman · Gerardus Elberink · Elbertse · Antoon van Elen · Flentrop · Dirk Flentrop · Heinrich Hermann Freytag · Rudolf Garrels · Justus Geerkens · Pieter Geerkens · Gradussen · Albertus van Gruisen · Willem van Gruisen · Nicolaas van Hagen · Willem Hardorff · Hendrik Hermanus Hess · Jan van den Heuvel · Jan Adolf Hillebrand · Albertus Antoni Hinsz · Bernard Petrus van Hirtum · Nicolaas van Hirtum · Cornelis Hoornbeek · Klop Orgels & Klavecimbels · Hermanus Knipscheer · Johan Frederik Kruse · Ernst Leeflang · Lohman · Jan van Loo · Michaël Maarschalkerweerd · Pieter Maarschalkerweerd · Abraham Meere · Roelf Meijer · Michaël Mercator · Carl Friedrich August Naber · Familie Niehoff · Cornelis van Oeckelen · Petrus van Oeckelen · Detlef Onderhorst · Pels & Van Leeuwen · Pereboom & Leijser · Elbert Pluer · Radersma · Joachim Reichner  · Reil · Cornelis Rogier · Mense Ruiter · Conradus Ruprecht II · Hans Wolff Schonat · Franciscus Cornelius Smits · Frans Casper Snitger · Johannes Stephanus Strümphler · Johannes Wilhelmus Timpe · Valckx & Van Kouteren · Kam & Van der Meulen · Henk Veeningen · Matthijs Verhofstadt · Vermeulen · Verschueren · Johannes Vollebregt · Jacobus Vollebregt · Van Vulpen · Christian Gottlieb Friedrich Witte · Johan Frederik Witte · Lodewijk Ypma · Jacobus Zeemans
Zuid-Nederlands orgelbouwer (voor 1830)